# Pogostick

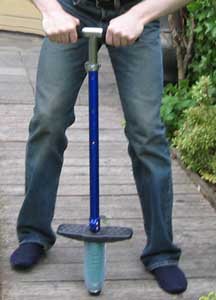
Pogostick

Een pogostick is een springstok die als speelgoed gebruikt wordt om zich met kangoeroeachtige sprongen te verplaatsen. De stick bestaat uit een stok met voetsteunen, een veer en een T-vormige handgreep. De pogostick werd door George Hansburg in 1919 gepatenteerd.
Er zijn ook pogosticks die niet werken met een metalen veer, maar met luchtdruk. Het voordeel hiervan is dat het niet uitmaakt wat de rider (springer) weegt. Ook kan er hierdoor ingesteld worden hoe hoog iemand kan springen.